# Samuh (quận)
Samuh (tiếng Azerbaijan:Samux) là một quận thuộc Azerbaijan. Dân số thời điểm năm 2012 là 49697 người.